# 2020 BS60
2020 BS60 est un objet transneptunien encore mal connu, dont la découverte a été annoncée en février 2021. 